# Austin Cindric
Statistiques en NASCAR Cup Series
Dernière mise à jour : 7 juin 2025 
Austin Louis Cindric, est un pilote automobile professionnel américain de NASCAR né le 2 septembre 1998 à Columbus dans l'Ohio,.
Depuis la saison 2022 , il participe à temps plein au championnat de la NASCAR Cup Series au volant de la voiture Ford Mustang no 2 de l'écurie Team Penske avec qui il remporte le Daytona 500 dès 2022.
Avant la NASCAR, Cindric a participé à divers championnats tels que le Global Rallycross (Supercar et Lites), en WeatherTech SportsCar et en USF2000 National.
Sa première course en NASCAR a lieu dans la catégorie Truck Series en 2015. Il termine 3e de cette catégorie en 2017 avant de participer au championnat d'Xfinity Series où il remporte le titre en 2020.

## Carrière
Depuis la saison 2022, il participe au programme complet du championnat de la NASCAR Cup Series au volant de la voiture Ford Mustang no 2 au sein de l'écurie Penske et y remporte le Daytona 500 2022. Au terme de la saison 2022, il remporte le trophée du pilote rookie de la saison.
Auparavant, il a participé à diverses compétitions automobile en voitures de sport, à la Road to Indy, en Global RallyCross, ainsi qu'en NASCAR Camping World Truck Series (3e en 2017),.
Il passe ensuite en NASCAR Xfinity Series dès 2017 et après avoir terminé 6e en 2019, remporte le titre en 2020 au volant de la Chevrolet no 22 de la Team Penske. Il effectue une dernière saison complète en 2021 et termine deuxième du championnat.

## Palmarès

### NASCAR Cup Series

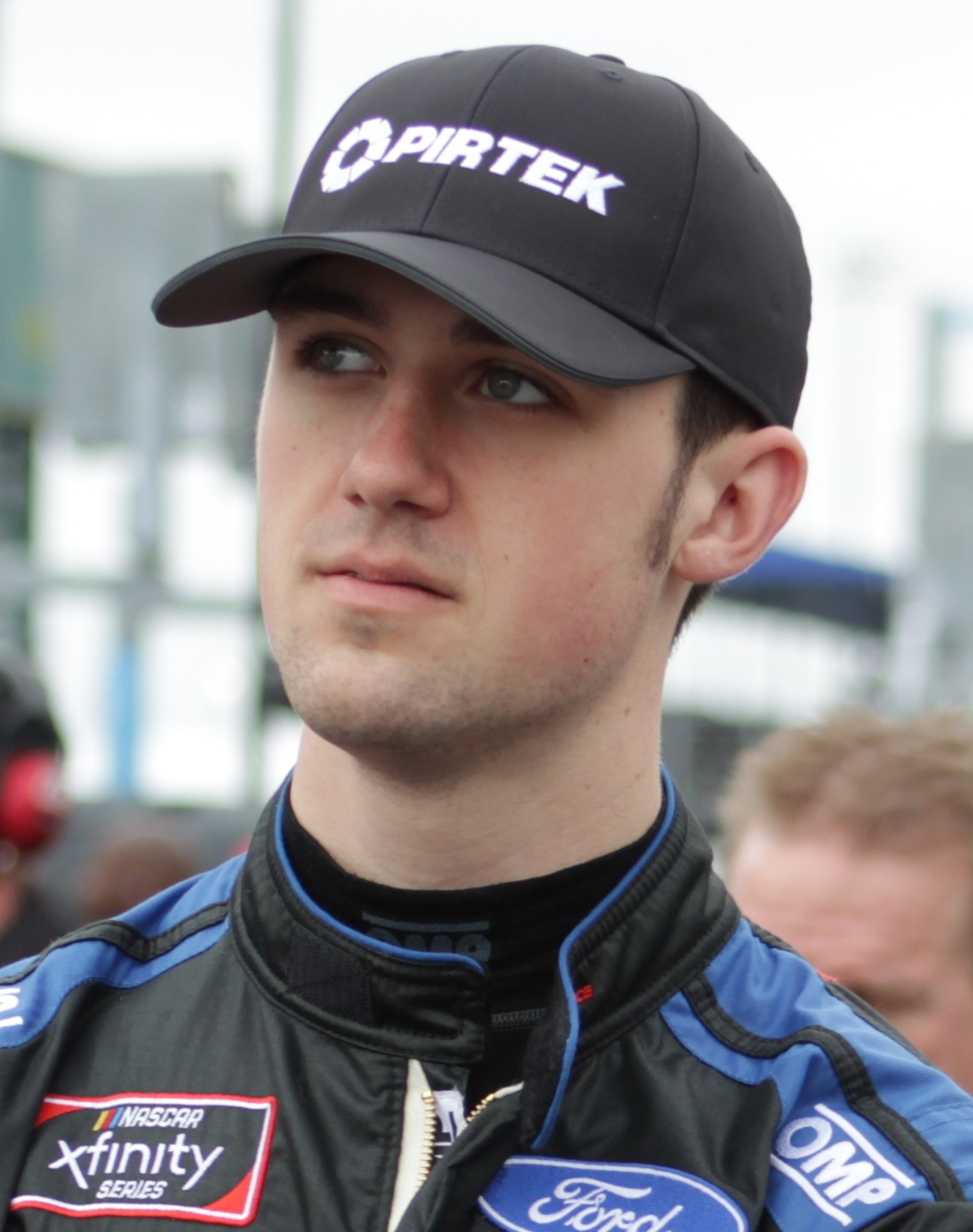
Austin Cindric en 2018.

Au 7 juin 2025, il a participé à 130  courses en cinq saisons (2021-..) :
- Voiture en 2025 : no 2
- Écurie : Team Penske
- Résultat saison 2024 : 11e[17]
- Meilleur classement en fin de saison : 11e en 2024
- 1re course : Daytona 500 2021 (à Daytona)
- Dernière course : saison 2025 en cours
- Première victoire : Daytona 500 en 2022 (à Daytona)
- Dernière victoire : Jack Link's 500 en 2025 (à Talladega)
- Victoire(s) : 3
- Top5 : 11
- Top10 : 25
- Pole position : 1

| Légende  | Légende |
| -------- | --- |
| Gras     | Pole position décernée en fonction du temps réalisé en qualification.                                                                     |
| Italique | Pole position décernée en fonction des points au classement ou des temps aux essais.                                                      |
| *        | Plus grand nombre de tours menés. |
| 01       | Aucun point de championnat car inéligible pour le titre lors de cette saison (le pilote concourt pour le titre dans une autre catégorie). |
| DNQ      | Ne s'est pas qualifié. |
| Résultats en NASCAR Cup Series | Résultats en NASCAR Cup Series | Résultats en NASCAR Cup Series | Résultats en NASCAR Cup Series | Résultats en NASCAR Cup Series | Résultats en NASCAR Cup Series | Résultats en NASCAR Cup Series | Résultats en NASCAR Cup Series | Résultats en NASCAR Cup Series | Résultats en NASCAR Cup Series | Résultats en NASCAR Cup Series | Résultats en NASCAR Cup Series | Résultats en NASCAR Cup Series | Résultats en NASCAR Cup Series | Résultats en NASCAR Cup Series | Résultats en NASCAR Cup Series | Résultats en NASCAR Cup Series | Résultats en NASCAR Cup Series | Résultats en NASCAR Cup Series | Résultats en NASCAR Cup Series | Résultats en NASCAR Cup Series | Résultats en NASCAR Cup Series | Résultats en NASCAR Cup Series | Résultats en NASCAR Cup Series | Résultats en NASCAR Cup Series | Résultats en NASCAR Cup Series | Résultats en NASCAR Cup Series | Résultats en NASCAR Cup Series | Résultats en NASCAR Cup Series | Résultats en NASCAR Cup Series | Résultats en NASCAR Cup Series | Résultats en NASCAR Cup Series | Résultats en NASCAR Cup Series | Résultats en NASCAR Cup Series | Résultats en NASCAR Cup Series | Résultats en NASCAR Cup Series | Résultats en NASCAR Cup Series | Résultats en NASCAR Cup Series | Résultats en NASCAR Cup Series | Résultats en NASCAR Cup Series | Résultats en NASCAR Cup Series | Résultats en NASCAR Cup Series |
| ------------------------------ | ------------------------------ | ------------------------------ | ------------------------------ | ------------------------------ | ------------------------------ | ------------------------------ | ------------------------------ | ------------------------------ | ------------------------------ | ------------------------------ | ------------------------------ | ------------------------------ | ------------------------------ | ------------------------------ | ------------------------------ | ------------------------------ | ------------------------------ | ------------------------------ | ------------------------------ | ------------------------------ | ------------------------------ | ------------------------------ | ------------------------------ | ------------------------------ | ------------------------------ | ------------------------------ | ------------------------------ | ------------------------------ | ------------------------------ | ------------------------------ | ------------------------------ | ------------------------------ | ------------------------------ | ------------------------------ | ------------------------------ | ------------------------------ | ------------------------------ | ------------------------------ | ------------------------------ | ------------------------------ | ------------------------------ |
| Année                          | Équipe                         | No.                            | Constructeur                   | 1                              | 2                              | 3                              | 4                              | 5                              | 6                              | 7                              | 8                              | 9                              | 10                             | 11                             | 12                             | 13                             | 14                             | 15                             | 16                             | 17                             | 18                             | 19                             | 20                             | 21                             | 22                             | 23                             | 24                             | 25                             | 26                             | 27                             | 28                             | 29                             | 30                             | 31                             | 32                             | 33                             | 34                             | 35                             | 36                             | Clas.                          | Pts                            |
| 2019                           | Team Penske                    | 2                              | Ford                           | DAY                            | ATL RL                         | LVS                            | PHO                            | CAL                            | MAR                            | TEX                            | BRI                            | RCH                            | TAL                            | DOV                            | KAN                            | CLT                            | POC                            | MCH                            | SON                            | CHI                            | DAY                            | KEN                            | NHA                            | POC                            | GLN                            | MCH                            | BRI                            | DAR                            | IND                            | LVS                            | RCH                            |                                |                                |                                |                                |                                |                                |                                |                                | N/A                            | –[18]                          |
| 2019                           | Front Row Motorsports          | 34                             | Ford                           |                                |                                |                                |                                |                                |                                |                                |                                |                                |                                |                                |                                |                                |                                |                                |                                |                                |                                |                                |                                |                                |                                |                                |                                |                                |                                |                                |                                | ROV RL                         | DOV                            | TAL                            | KAN                            | MAR                            | TEX                            | PHO                            | HOM                            | N/A                            | –[18]                          |
| 2021                           | Team Penske                    | 33                             | Ford                           | DAY 15                         | DRC                            | HOM                            | LVS                            | PHO                            | ATL 22                         | BRD                            | MAR                            | RCH 28                         | TAL                            | KAN 22                         | DAR                            | DOV                            | COA 25                         | CLT                            | SON                            | NSH                            | POC                            | POC                            | ROA 38                         | ATL                            | NHA                            | GLN                            | IRC 9                          | MCH                            | DAY                            | DAR                            | RCH                            | BRI                            | LVS                            | TAL                            | ROV                            | TEX                            | KAN                            | MAR                            | PHO                            | 46e                            | 01[19]                         |
| 2022                           | Team Penske                    | 2                              | Ford                           | DAY 1                          | CAL 12                         | LVS 19                         | PHO 24                         | ATL 32                         | COA 8                          | RCH 20                         | MAR 11                         | BRD 16                         | TAL 21                         | DOV 36                         | DAR 18                         | KAN 11                         | CLT 34                         | GTW 11                         | SON 5                          | NSH 7                          | ROA 7                          | ATL 3                          | NHA 13                         | POC 31                         | IRC 2                          | MCH 37                         | RCH 12                         | GLN 13                         | DAY 3                          | DAR 16                         | KAN 12                         | BRI 20                         | TEX 15                         | TAL 9                          | ROV 21                         | LVS 29                         | HOM 19                         | MAR 26                         | PHO 11                         | 12e                            | 2226[20]                       |
| 2023                           | Team Penske                    | 2                              | Ford                           | DAY 23                         | CAL 28                         | LVS 6                          | PHO 25                         | ATL 11                         | COA 6                          | RCH 28                         | BRD 19                         | MAR 33                         | TAL 26                         | DOV 26                         | KAN 31                         | DAR 19                         | CLT 31                         | GTW 13                         | SON 25                         | NSH 27                         | CSC 6                          | ATL 12                         | NHA 25                         | POC 23                         | RCH 26                         | MCH 12                         | IRC 15                         | GLN 16                         | DAY 37                         | DAR 31                         | KAN 31                         | BRI 32                         | TEX 27                         | TAL 5                          | ROV 25                         | LVS 23                         | HOM 12                         | MAR 9                          | PHO 35                         | 24e                            | 626[21]                        |
| 2024                           | Team Penske                    | 2                              | Ford                           | DAY 22                         | ATL 4                          | LVS 29                         | PHO 36                         | BRI 31                         | COA 18                         | RCH 23                         | MAR 23                         | TEX 25                         | TAL 23                         | DOV 15                         | KAN 37                         | DAR 20                         | CLT 20                         | GTW 1                          | SON 22                         | IOW 30                         | NHA 19                         | NSH 15                         | CSC 15                         | POC 18                         | IND 7                          | RCH 24                         | MCH 28                         | DAY 18                         | DAR 13                         | ATL 10*                        | GLN 10                         | BRI 13                         | KAN 34                         | TAL 32*                        | ROV 4                          | LVS 34                         | HOM 27                         | MAR 4                          | PHO 13                         | 11e                            | 2 247[22]                      |
| 2025                           | Team Penske                    | 2                              | Ford                           | DAY 8*                         | ATL 28                         | COA 25                         | PHO 19                         | LVS 6                          | HOM 19                         | MAR 37                         | DAR 11                         | BRI 17                         | TAL 1                          | TEX 25                         | KAN 11                         | CLT 31                         | NSH 18                         | MCH 31                         | MXC                            | POC                            | ATL                            | CSC                            | SON                            | DOV                            | IND                            | IOW                            | GLN                            | RCH                            | DAY                            | DAR                            | GTW                            | BRI                            | NHA                            | KAN                            | ROV                            | LVS                            | TAL                            | MAR                            | PHO                            | -*                             | -*                             |
| Résultats au Daytona 500 | Résultats au Daytona 500 | Résultats au Daytona 500 | Résultats au Daytona 500 | Résultats au Daytona 500 |
| ------------------------ | ------------------------ | ------------------------ | ------------------------ | ------------------------ |
| Année                    | L'équipe                 | Fabricant                | Position                 | Position                 |
| Année                    | L'équipe                 | Fabricant                | Départ                   | Arrivée                  |
| 2021                     | Team Penske              | Ford                     | 39                       | 15                       |
| 2022                     | Team Penske              | Ford                     | 5                        | 1                        |
| 2023                     | Team Penske              | Ford                     | 6                        | 23                       |
| 2024                     | Team Penske              | Ford                     | 6                        | 22                       |
| 2025                     | Team Penske              | Ford                     | 2                        | 8 *                      |

### NASCAR Xfinity Series
Au 7 juin 2025, il a participé à 133 courses sur cinq saisons (2017-2021) :
- Dernière saison : Voiture Ford no 22 de la Team Penske en 2021
- Résultat dernière saison : 2e en 2021
- Meilleur classement en fin de saison : 1er en 2020
- Première course : Johnsonville 180 en 2017 (à Road America)
- Dernière course : NASCAR Xfinity Series Championship Race en 2021 (à Phoenix)
- Première victoire : Zippo 200 at The Glen en 2019 (à Watkins Glen)
- Dernière victoire : Pennzoil 150 en 2021(à Indianapolis)
- Victoire(s) : 13
- Top5 : 62
- Top10 : 89
- Pole position : 8

| Légende  | Légende |
| -------- | --- |
| Gras     | Pole position décernée en fonction du temps réalisé en qualification.                                                                     |
| Italique | Pole position décernée en fonction des points au classement ou des temps aux essais.                                                      |
| *        | Plus grand nombre de tours menés. |
| 01       | Aucun point de championnat car inéligible pour le titre lors de cette saison (le pilote concourt pour le titre dans une autre catégorie). |
| DNQ      | Ne s'est pas qualifié. |
| Résultats en NASCAR Xfinity Series | Résultats en NASCAR Xfinity Series | Résultats en NASCAR Xfinity Series | Résultats en NASCAR Xfinity Series | Résultats en NASCAR Xfinity Series | Résultats en NASCAR Xfinity Series | Résultats en NASCAR Xfinity Series | Résultats en NASCAR Xfinity Series | Résultats en NASCAR Xfinity Series | Résultats en NASCAR Xfinity Series | Résultats en NASCAR Xfinity Series | Résultats en NASCAR Xfinity Series | Résultats en NASCAR Xfinity Series | Résultats en NASCAR Xfinity Series | Résultats en NASCAR Xfinity Series | Résultats en NASCAR Xfinity Series | Résultats en NASCAR Xfinity Series | Résultats en NASCAR Xfinity Series | Résultats en NASCAR Xfinity Series | Résultats en NASCAR Xfinity Series | Résultats en NASCAR Xfinity Series | Résultats en NASCAR Xfinity Series | Résultats en NASCAR Xfinity Series | Résultats en NASCAR Xfinity Series | Résultats en NASCAR Xfinity Series | Résultats en NASCAR Xfinity Series | Résultats en NASCAR Xfinity Series | Résultats en NASCAR Xfinity Series | Résultats en NASCAR Xfinity Series | Résultats en NASCAR Xfinity Series | Résultats en NASCAR Xfinity Series | Résultats en NASCAR Xfinity Series | Résultats en NASCAR Xfinity Series | Résultats en NASCAR Xfinity Series | Résultats en NASCAR Xfinity Series | Résultats en NASCAR Xfinity Series | Résultats en NASCAR Xfinity Series | Résultats en NASCAR Xfinity Series | Résultats en NASCAR Xfinity Series |
| ---------------------------------- | ---------------------------------- | ---------------------------------- | ---------------------------------- | ---------------------------------- | ---------------------------------- | ---------------------------------- | ---------------------------------- | ---------------------------------- | ---------------------------------- | ---------------------------------- | ---------------------------------- | ---------------------------------- | ---------------------------------- | ---------------------------------- | ---------------------------------- | ---------------------------------- | ---------------------------------- | ---------------------------------- | ---------------------------------- | ---------------------------------- | ---------------------------------- | ---------------------------------- | ---------------------------------- | ---------------------------------- | ---------------------------------- | ---------------------------------- | ---------------------------------- | ---------------------------------- | ---------------------------------- | ---------------------------------- | ---------------------------------- | ---------------------------------- | ---------------------------------- | ---------------------------------- | ---------------------------------- | ---------------------------------- | ---------------------------------- | ---------------------------------- |
| Année                              | Équipe                             | No.                                | Constructeur                       | 1                                  | 2                                  | 3                                  | 4                                  | 5                                  | 6                                  | 7                                  | 8                                  | 9                                  | 10                                 | 11                                 | 12                                 | 13                                 | 14                                 | 15                                 | 16                                 | 17                                 | 18                                 | 19                                 | 20                                 | 21                                 | 22                                 | 23                                 | 24                                 | 25                                 | 26                                 | 27                                 | 28                                 | 29                                 | 30                                 | 31                                 | 32                                 | 33                                 | Clas.                              | Pts                                |
| 2017                               | Team Penske                        | 22                                 | Ford                               | DAY                                | ATL                                | LVS                                | PHO                                | CAL                                | TEX                                | BRI                                | RCH                                | TAL                                | CLT                                | DOV                                | POC                                | MCH                                | IOW                                | DAY                                | KEN                                | NHA                                | IND                                | IOW                                | GLN                                | MOH                                | BRI                                | ROA 16                             | DAR                                | RCH                                | CHI                                | KEN                                | DOV                                | CLT                                | KAN                                | TEX                                | PHO                                | HOM                                | 104e                               | 01[23]                             |
| 2018                               | Roush Fenway Racing                | 60                                 | Ford                               | DAY 40                             |                                    | LVS 34                             | PHO 16                             | CAL 28                             |                                    |                                    |                                    |                                    |                                    |                                    |                                    | MCH 23                             |                                    |                                    | DAY 33                             |                                    | NHA 17                             |                                    | GLN 13                             |                                    |                                    |                                    | DAR 40                             |                                    |                                    |                                    |                                    |                                    |                                    |                                    |                                    |                                    | 8e                                 | 2231[24]                           |
| 2018                               | Team Penske                        | 12                                 | Ford                               |                                    | ATL 7                              |                                    |                                    |                                    | TEX 9                              |                                    |                                    |                                    |                                    | CLT 16                             | POC 4                              |                                    |                                    | CHI 14                             |                                    | KEN 10                             |                                    |                                    |                                    |                                    | BRI 14                             |                                    |                                    | IND 34                             |                                    |                                    |                                    |                                    |                                    |                                    |                                    |                                    | 8e                                 | 2231[24]                           |
| 2018                               | Team Penske                        | 22                                 | Ford                               |                                    |                                    |                                    |                                    |                                    |                                    | BRI 12                             | RCH 5                              | TAL 30                             | DOV 9                              |                                    |                                    |                                    | IOW 11                             |                                    |                                    |                                    |                                    | IOW 18                             |                                    | MOH 2*                             |                                    | ROA 37                             |                                    |                                    | LVS 9                              | RCH 13                             | ROV 3                              | DOV 8                              | KAN 39                             | TEX 3                              | PHO 4                              | HOM 5                              | 8e                                 | 2231[24]                           |
| 2019                               | Team Penske                        | 22                                 | Ford                               | DAY 5                              | ATL 10                             | LVS 22                             | PHO 5                              | CAL 6                              | TEX 11                             | BRI 6                              | RCH 2                              | TAL 5                              | DOV 6                              | CLT 9                              | POC 7                              | MCH 11                             | IOW 10                             | CHI 5                              | DAY 4                              | KEN 14                             | NHA 12                             | IOW 37                             | GLN 1                              | MOH 1*                             | BRI 5                              | ROA 2                              | DAR 10                             | IND 27                             | LVS 12                             | RCH 2                              | ROV 3                              | DOV 3                              | KAN 25                             | TEX 3                              | PHO 6                              | HOM 7                              | 6e                                 | 2294[25]                           |
| 2020                               | Team Penske                        | 22                                 | Ford                               | DAY 25                             | LVS 2                              | CAL 3                              | PHO 8                              | DAR 4                              | CLT 3                              | BRI 36                             | ATL 16*                            | HOM 2                              | HOM 10                             | TAL 4                              | POC 29                             | IRC 5                              | KEN 1                              | KEN 1*                             | TEX 1                              | KAN 2                              | ROA 1*                             | DRC 1</mall>                       | DOV 2                              | DOV 3                              | DAY 8                              | DAR 12                             | RCH 4                              | RCH 10                             | BRI 3                              | LVS 6                              | TAL 34                             | ROV 6                              | KAN 28                             | TEX 4                              | MAR 10                             | PHO 1                              | 1er                                | 4040[26]                           |
| 2021                               | Team Penske                        | 22                                 | Ford                               | DAY 1*                             | DRC 2*                             | HOM 5*                             | LVS 4                              | PHO 1*                             | ATL 13                             | MAR 6                              | TAL 2*                             | DAR 30                             | DOV 1                              | COA 5                              | CLT 2                              | MOH 14*                            | TEX 3                              | NSH 32                             | POC 1*                             | ROA 8                              | ATL 10                             | NHA 4                              | GLN 3                              | IRC 1*                             | MCH 37                             | DAY 39                             | DAR 3                              | RCH 16                             | BRI 2                              | LVS 4                              | TAL 8                              | ROV 2*                             | TEX 5                              | KAN 2*                             | MAR 2                              | PHO 2*                             | 2e                                 | 4035[27]                           |

### NASCAR Truck Series
Au 3 juin 2024, il a participé à 29 courses sur trois saisons (2015-2017) :
- Dernière saison : Voiture Ford no 19 de la Brad Keselowski Racing en 2017
- Résultat dernière saison : 3e en 2017
- Meilleur classement en fin de saison : 3e en 2017
- Première course : Kroger 200 en 2015 (à Martinsville)
- Dernière course : Ford EcoBoost 200 en 2017 (à Homestead)
- Première victoire : Chevrolet Silverado 250 en 2017 (à Mosport)
- Dernière victoire : Chevrolet Silverado 250 en 2017 (à Mosport)
- Victoire(s) : 1
- Top5 : 8
- Top10 : 16
- Pole position : 1

| Légende  | Légende |
| -------- | --- |
| Gras     | Pole position décernée en fonction du temps réalisé en qualification.                                                                     |
| Italique | Pole position décernée en fonction des points au classement ou des temps aux essais.                                                      |
| *        | Plus grand nombre de tours menés. |
| 01       | Aucun point de championnat car inéligible pour le titre lors de cette saison (le pilote concourt pour le titre dans une autre catégorie). |
| DNQ      | Ne s'est pas qualifié. |
| Résultats en NASCAR Camping World Truck Series | Résultats en NASCAR Camping World Truck Series | Résultats en NASCAR Camping World Truck Series | Résultats en NASCAR Camping World Truck Series | Résultats en NASCAR Camping World Truck Series | Résultats en NASCAR Camping World Truck Series | Résultats en NASCAR Camping World Truck Series | Résultats en NASCAR Camping World Truck Series | Résultats en NASCAR Camping World Truck Series | Résultats en NASCAR Camping World Truck Series | Résultats en NASCAR Camping World Truck Series | Résultats en NASCAR Camping World Truck Series | Résultats en NASCAR Camping World Truck Series | Résultats en NASCAR Camping World Truck Series | Résultats en NASCAR Camping World Truck Series | Résultats en NASCAR Camping World Truck Series | Résultats en NASCAR Camping World Truck Series | Résultats en NASCAR Camping World Truck Series | Résultats en NASCAR Camping World Truck Series | Résultats en NASCAR Camping World Truck Series | Résultats en NASCAR Camping World Truck Series | Résultats en NASCAR Camping World Truck Series | Résultats en NASCAR Camping World Truck Series | Résultats en NASCAR Camping World Truck Series | Résultats en NASCAR Camping World Truck Series | Résultats en NASCAR Camping World Truck Series | Résultats en NASCAR Camping World Truck Series | Résultats en NASCAR Camping World Truck Series | Résultats en NASCAR Camping World Truck Series |
| ---------------------------------------------- | ---------------------------------------------- | ---------------------------------------------- | ---------------------------------------------- | ---------------------------------------------- | ---------------------------------------------- | ---------------------------------------------- | ---------------------------------------------- | ---------------------------------------------- | ---------------------------------------------- | ---------------------------------------------- | ---------------------------------------------- | ---------------------------------------------- | ---------------------------------------------- | ---------------------------------------------- | ---------------------------------------------- | ---------------------------------------------- | ---------------------------------------------- | ---------------------------------------------- | ---------------------------------------------- | ---------------------------------------------- | ---------------------------------------------- | ---------------------------------------------- | ---------------------------------------------- | ---------------------------------------------- | ---------------------------------------------- | ---------------------------------------------- | ---------------------------------------------- | ---------------------------------------------- |
| Année                                          | Équipe                                         | No.                                            | Constructeur                                   | 1                                              | 2                                              | 3                                              | 4                                              | 5                                              | 6                                              | 7                                              | 8                                              | 9                                              | 10                                             | 11                                             | 12                                             | 13                                             | 14                                             | 15                                             | 16                                             | 17                                             | 18                                             | 19                                             | 20                                             | 21                                             | 22                                             | 23                                             | Clas.                                          | Pts                                            |
| 2015                                           | Brad Keselowski Racing                         | 29                                             | Ford                                           | DAY                                            | ATL                                            | MAR                                            | KAN                                            | CLT                                            | DOV                                            | TEX                                            | GTW                                            | IOW                                            | KEN                                            | ELD                                            | POC                                            | MCH                                            | BRI                                            | MSP                                            | CHI                                            | NHA                                            | LVS                                            | TAL                                            | MAR 25                                         | TEX                                            | PHO 14                                         | HOM                                            | 51e                                            | 49[28]                                         |
| 2016                                           | Brad Keselowski Racing                         | 2                                              | Ford                                           | DAY                                            | ATL                                            | MAR                                            | KAN                                            | DOV DNQ                                        | CLT                                            | TEX                                            | IOW                                            | GTW                                            | KEN                                            | ELD                                            | POC                                            | BRI 18                                         | MCH                                            | MSP 23                                         | CHI                                            | NHA                                            | LVS                                            | TAL 20                                         | MAR                                            | TEX                                            | PHO 15                                         | HOM                                            | 36eh                                           | 56[29]                                         |
| 2017                                           | Brad Keselowski Racing                         | 19                                             | Ford                                           | DAY 27                                         | ATL 21                                         | MAR 21                                         | KAN 10                                         | CLT 13                                         | DOV 5                                          | TEX 25                                         | GTW 11                                         | IOW 8                                          | KEN 4                                          | ELD 10                                         | POC 7                                          | MCH 5                                          | BRI 9                                          | MSP 1*                                         | CHI 15                                         | NHA 8                                          | LVS 4                                          | TAL 5                                          | MAR 10                                         | TEX 2*                                         | PHO 9                                          | HOM 5                                          | 3e                                             | 4032[30]                                       |

### ARCA Racing Series
Au 3 juin 2024, il a participé à huit courses sur trois saisons (2015-2017) :
- Dernière saison : Voiture Ford no 99 de la Cunningham Motorsports en 2017
- Résultat dernière saison : 65e en 2017 - 2 courses
- Meilleur classement en fin de saison : 30e en 2016 - 4 courses
- Victoire(s) : 1
- Top5 : 4
- Top10 : 5
- Pole position : 1

| Légende  | Légende |
| -------- | --- |
| Gras     | Pole position décernée en fonction du temps réalisé en qualification.                                                                     |
| Italique | Pole position décernée en fonction des points au classement ou des temps aux essais.                                                      |
| *        | Plus grand nombre de tours menés. |
| 01       | Aucun point de championnat car inéligible pour le titre lors de cette saison (le pilote concourt pour le titre dans une autre catégorie). |
| DNQ      | Ne s'est pas qualifié. |
| Résultats en ARCA Racing Series | Résultats en ARCA Racing Series | Résultats en ARCA Racing Series | Résultats en ARCA Racing Series | Résultats en ARCA Racing Series | Résultats en ARCA Racing Series | Résultats en ARCA Racing Series | Résultats en ARCA Racing Series | Résultats en ARCA Racing Series | Résultats en ARCA Racing Series | Résultats en ARCA Racing Series | Résultats en ARCA Racing Series | Résultats en ARCA Racing Series | Résultats en ARCA Racing Series | Résultats en ARCA Racing Series | Résultats en ARCA Racing Series | Résultats en ARCA Racing Series | Résultats en ARCA Racing Series | Résultats en ARCA Racing Series | Résultats en ARCA Racing Series | Résultats en ARCA Racing Series | Résultats en ARCA Racing Series | Résultats en ARCA Racing Series | Résultats en ARCA Racing Series | Résultats en ARCA Racing Series | Résultats en ARCA Racing Series |
| ------------------------------- | ------------------------------- | ------------------------------- | ------------------------------- | ------------------------------- | ------------------------------- | ------------------------------- | ------------------------------- | ------------------------------- | ------------------------------- | ------------------------------- | ------------------------------- | ------------------------------- | ------------------------------- | ------------------------------- | ------------------------------- | ------------------------------- | ------------------------------- | ------------------------------- | ------------------------------- | ------------------------------- | ------------------------------- | ------------------------------- | ------------------------------- | ------------------------------- | ------------------------------- |
| Année                           | Équipe                          | No.                             | Constructeur                    | 1                               | 2                               | 3                               | 4                               | 5                               | 6                               | 7                               | 8                               | 9                               | 10                              | 11                              | 12                              | 13                              | 14                              | 15                              | 16                              | 17                              | 18                              | 19                              | 20                              | Clas.                           | Pts                             |
| 2015                            | Team Penske                     | 99                              | Ford                            | DAY                             | MOB                             | NSH                             | SLM                             | TAL                             | TOL                             | NJE                             | POC                             | MCH                             | CHI                             | WIN                             | IOW 4                           | IRP                             | POC                             | BLN                             | ISF                             | DSF                             | SLM                             | KEN 17                          | KAN                             | 67e                             | 365[31]                         |
| 2016                            | Cunningham Motorsports          | 99                              | Ford                            | DAY                             | NSH                             | SLM                             | TAL                             | TOL                             | NJE                             | POC 2                           | MCH                             | MAD                             | WIN                             | IOW                             | IRP                             | POC                             | BLN                             | ISF                             | DSF                             | SLM                             | CHI 6                           | KEN 1*                          | KAN 2                           | 30e                             | 895[32]                         |
| 2017                            | Cunningham Motorsports          | 99                              | Ford                            | DAY                             | NSH                             | SLM                             | TAL                             | TOL                             | ELK                             | POC                             | MCH                             | MAD                             | IOW                             | IRP 23                          | POC                             | WIN                             | ISF                             | ROA 12*                         | DSF                             | SLM                             | CHI                             | KEN                             | KAN                             | 65e                             | 305[33]                         |

### K&N Pro Series East
| Légende  | Légende |
| -------- | --- |
| Gras     | Pole position décernée en fonction du temps réalisé en qualification.                                                                     |
| Italique | Pole position décernée en fonction des points au classement ou des temps aux essais.                                                      |
| *        | Plus grand nombre de tours menés. |
| 01       | Aucun point de championnat car inéligible pour le titre lors de cette saison (le pilote concourt pour le titre dans une autre catégorie). |
| DNQ      | Ne s'est pas qualifié. |
| Résultats en NASCAR K&N Pro Series East[16] | Résultats en NASCAR K&N Pro Series East[16] | Résultats en NASCAR K&N Pro Series East[16] | Résultats en NASCAR K&N Pro Series East[16] | Résultats en NASCAR K&N Pro Series East[16] | Résultats en NASCAR K&N Pro Series East[16] | Résultats en NASCAR K&N Pro Series East[16] | Résultats en NASCAR K&N Pro Series East[16] | Résultats en NASCAR K&N Pro Series East[16] | Résultats en NASCAR K&N Pro Series East[16] | Résultats en NASCAR K&N Pro Series East[16] | Résultats en NASCAR K&N Pro Series East[16] | Résultats en NASCAR K&N Pro Series East[16] | Résultats en NASCAR K&N Pro Series East[16] | Résultats en NASCAR K&N Pro Series East[16] | Résultats en NASCAR K&N Pro Series East[16] | Résultats en NASCAR K&N Pro Series East[16] | Résultats en NASCAR K&N Pro Series East[16] | Résultats en NASCAR K&N Pro Series East[16] | Résultats en NASCAR K&N Pro Series East[16] |
| ------------------------------------------- | ------------------------------------------- | ------------------------------------------- | ------------------------------------------- | ------------------------------------------- | ------------------------------------------- | ------------------------------------------- | ------------------------------------------- | ------------------------------------------- | ------------------------------------------- | ------------------------------------------- | ------------------------------------------- | ------------------------------------------- | ------------------------------------------- | ------------------------------------------- | ------------------------------------------- | ------------------------------------------- | ------------------------------------------- | ------------------------------------------- | ------------------------------------------- |
| Année                                       | Équipe                                      | No.                                         | Constructeur                                | 1                                           | 2                                           | 3                                           | 4                                           | 5                                           | 6                                           | 7                                           | 8                                           | 9                                           | 10                                          | 11                                          | 12                                          | 13                                          | 14                                          | Clas.                                       | Pts                                         |
| 2016                                        | Martin-McClure Racing                       | 39                                          | Toyota                                      | NSM                                         | MOB                                         | GRE                                         | BRI                                         | VIR 1*                                      | DOM                                         | STA                                         | COL                                         | NHA                                         | IOW                                         | GLN 1*                                      | GRE                                         | NJM                                         | DOV                                         | 33e                                         | 96[34]                                      |

### IMSA WeatherTech Sportscar Championship
| Résultats en IMSA WeatherTech Sportscar Championship | Résultats en IMSA WeatherTech Sportscar Championship | Résultats en IMSA WeatherTech Sportscar Championship | Résultats en IMSA WeatherTech Sportscar Championship | Résultats en IMSA WeatherTech Sportscar Championship | Résultats en IMSA WeatherTech Sportscar Championship | Résultats en IMSA WeatherTech Sportscar Championship | Résultats en IMSA WeatherTech Sportscar Championship | Résultats en IMSA WeatherTech Sportscar Championship | Résultats en IMSA WeatherTech Sportscar Championship | Résultats en IMSA WeatherTech Sportscar Championship | Résultats en IMSA WeatherTech Sportscar Championship | Résultats en IMSA WeatherTech Sportscar Championship | Résultats en IMSA WeatherTech Sportscar Championship | Résultats en IMSA WeatherTech Sportscar Championship | Résultats en IMSA WeatherTech Sportscar Championship | Résultats en IMSA WeatherTech Sportscar Championship | Résultats en IMSA WeatherTech Sportscar Championship | Résultats en IMSA WeatherTech Sportscar Championship |
| ---------------------------------------------------- | ---------------------------------------------------- | ---------------------------------------------------- | ---------------------------------------------------- | ---------------------------------------------------- | ---------------------------------------------------- | ---------------------------------------------------- | ---------------------------------------------------- | ---------------------------------------------------- | ---------------------------------------------------- | ---------------------------------------------------- | ---------------------------------------------------- | ---------------------------------------------------- | ---------------------------------------------------- | ---------------------------------------------------- | ---------------------------------------------------- | ---------------------------------------------------- | ---------------------------------------------------- | ---------------------------------------------------- |
| Année                                                | Écurie                                               | Catégorie                                            | Voiture                                              | Moteur                                               | 1                                                    | 2                                                    | 3                                                    | 4                                                    | 5                                                    | 6                                                    | 7                                                    | 8                                                    | 9                                                    | 10                                                   | 11                                                   | 12                                                   | Clas.                                                | Pts                                                  |
| 2017                                                 | 3GT Racing                                           | GTD                                                  | Lexus RC F GT3                                       | Lexus 5.0 L V8                                       | DAY 14                                               | SEB 13                                               | LBH                                                  | AUS                                                  | BEL                                                  | WGL 6                                                | MOS                                                  | LIM                                                  | ELK                                                  | VIR                                                  | LGA                                                  | ATL 8                                                | 31e                                                  | 85                                                   |
| 2018                                                 | JDC-Miller MotorSports                               | P                                                    | Oreca 07                                             | Gibson GK428 4.2 L V8                                | DAY 6                                                | SEB                                                  | LBH                                                  | MOH                                                  | BEL                                                  | WGL                                                  | MOS                                                  | ELK                                                  | LGA                                                  | ATL                                                  |                                                      |                                                      | 52e                                                  | 25                                                   |
| 2019                                                 | AIM Vasser Sullivan                                  | GTD                                                  | Lexus RC F GT3                                       | Lexus 5.0 L V8                                       | DAY 5                                                | SEB                                                  | MOH                                                  | BEL                                                  | WGL                                                  | MOS                                                  | LIM                                                  | ELK                                                  | VIR                                                  | LGA                                                  | ATL                                                  |                                                      | 49e                                                  | 26                                                   |
| 2022                                                 | Proton USA                                           | GTD Pro                                              | Mercedes-AMG GT3 Evo                                 | Mercedes-AMG M159 6.2 L V8                           | DAY 5                                                | SEB                                                  | LBH                                                  | LGA                                                  | WGL                                                  | MOS                                                  | LIM                                                  | ELK                                                  | VIR                                                  | PET                                                  |                                                      |                                                      | 27e                                                  | 290                                                  |
| 2023                                                 | Rick Ware Racing                                     | LMP2                                                 | Oreca 07                                             | Gibson GK428 4.2 L V8                                | DAY 6                                                | SEB                                                  | LGA                                                  | WGL                                                  | ELK                                                  | IMS                                                  | PET                                                  |                                                      |                                                      |                                                      |                                                      |                                                      | NC                                                   | 0                                                    |

### Global Rallycross Championship
| Légende  | Légende |
| -------- | --- |
| Gras     | Pole position décernée en fonction du temps réalisé en qualification.                                                                     |
| Italique | Pole position décernée en fonction des points au classement ou des temps aux essais.                                                      |
| *        | Plus grand nombre de tours menés. |
| 01       | Aucun point de championnat car inéligible pour le titre lors de cette saison (le pilote concourt pour le titre dans une autre catégorie). |
| DNQ      | Ne s'est pas qualifié. |

#### Supercar
| Résultats en GRC Supercar[16] | Résultats en GRC Supercar[16] | Résultats en GRC Supercar[16] | Résultats en GRC Supercar[16] | Résultats en GRC Supercar[16] | Résultats en GRC Supercar[16] | Résultats en GRC Supercar[16] | Résultats en GRC Supercar[16] | Résultats en GRC Supercar[16] | Résultats en GRC Supercar[16] | Résultats en GRC Supercar[16] | Résultats en GRC Supercar[16] | Résultats en GRC Supercar[16] | Résultats en GRC Supercar[16] | Résultats en GRC Supercar[16] | Résultats en GRC Supercar[16] | Résultats en GRC Supercar[16] |
| ----------------------------- | ----------------------------- | ----------------------------- | ----------------------------- | ----------------------------- | ----------------------------- | ----------------------------- | ----------------------------- | ----------------------------- | ----------------------------- | ----------------------------- | ----------------------------- | ----------------------------- | ----------------------------- | ----------------------------- | ----------------------------- | ----------------------------- |
| Année                         | Écurie                        | Voiture                       | 1                             | 2                             | 3                             | 4                             | 5                             | 6                             | 7                             | 8                             | 9                             | 10                            | 11                            | 12                            | Clas.                         | Pts                           |
| 2017                          | Bryan Herta Rallysport        | Ford Fiesta ST                | MEM                           | LOU                           | THO1                          | THO2                          | OTT1                          | OTT2                          | INDY                          | AC1                           | AC2                           | SEA1 8                        | SEA2 4                        | LA                            | 11e                           | 102                           |

#### Lites
| Résultats en GRC Lites[16] | Résultats en GRC Lites[16] | Résultats en GRC Lites[16] | Résultats en GRC Lites[16] | Résultats en GRC Lites[16] | Résultats en GRC Lites[16] | Résultats en GRC Lites[16] | Résultats en GRC Lites[16] | Résultats en GRC Lites[16] | Résultats en GRC Lites[16] | Résultats en GRC Lites[16] | Résultats en GRC Lites[16] | Résultats en GRC Lites[16] | Résultats en GRC Lites[16] | Résultats en GRC Lites[16] | Résultats en GRC Lites[16] | Résultats en GRC Lites[16] |
| -------------------------- | -------------------------- | -------------------------- | -------------------------- | -------------------------- | -------------------------- | -------------------------- | -------------------------- | -------------------------- | -------------------------- | -------------------------- | -------------------------- | -------------------------- | -------------------------- | -------------------------- | -------------------------- | -------------------------- |
| Année                      | Écurie                     | Voiture                    | 1                          | 2                          | 3                          | 4                          | 5                          | 6                          | 7                          | 8                          | 9                          | 10                         | 11                         | 12                         | Clas.                      | Pts                        |
| 2015                       | Olsbergs MSE               | Lites Ford Fiesta          | FTA 1                      | DAY1 9                     | DAY2 1                     | MCAS 5                     | DET1 3                     | DET2 3                     | DC 8                       | LA1 2                      | LA2 1                      | BAR1 2                     | BAR2 1                     | LV 10                      | 2e                         | 473                        |

### American open-wheel racing
| Résultats en US F2000 National Championship | Résultats en US F2000 National Championship | Résultats en US F2000 National Championship | Résultats en US F2000 National Championship | Résultats en US F2000 National Championship | Résultats en US F2000 National Championship | Résultats en US F2000 National Championship | Résultats en US F2000 National Championship | Résultats en US F2000 National Championship | Résultats en US F2000 National Championship | Résultats en US F2000 National Championship | Résultats en US F2000 National Championship | Résultats en US F2000 National Championship | Résultats en US F2000 National Championship | Résultats en US F2000 National Championship | Résultats en US F2000 National Championship | Résultats en US F2000 National Championship | Résultats en US F2000 National Championship |
| ------------------------------------------- | ------------------------------------------- | ------------------------------------------- | ------------------------------------------- | ------------------------------------------- | ------------------------------------------- | ------------------------------------------- | ------------------------------------------- | ------------------------------------------- | ------------------------------------------- | ------------------------------------------- | ------------------------------------------- | ------------------------------------------- | ------------------------------------------- | ------------------------------------------- | ------------------------------------------- | ------------------------------------------- | ------------------------------------------- |
| Saison                                      | Écurie                                      | 1                                           | 2                                           | 3                                           | 4                                           | 5                                           | 6                                           | 7                                           | 8                                           | 9                                           | 10                                          | 11                                          | 12                                          | 13                                          | 14                                          | Clas.                                       | Pts                                         |
| 2013                                        | Andretti Autosport                          | SEB 24                                      | SEB 29                                      | STP 23                                      | STP 28                                      | LOR 22                                      | TOR 27                                      | TOR 13                                      | MDO 12                                      | MDO 15                                      | MDO 9                                       | LAG 20                                      | LAG 13                                      | HOU 8                                       | HOU 7                                       | 17e                                         | 77                                          |
| 2014                                        | Pabst Racing Services                       | STP 11                                      | STP 10                                      | BAR 9                                       | BAR 17                                      | IMS 8                                       | IMS 21                                      | LOR 2                                       | TOR 15                                      | TOR 18                                      | MDO 18                                      | MDO 6                                       | MDO 6                                       | LAG 12                                      | LAG 20                                      | 14e                                         | 125                                         |

### Titres
- NASCAR Cup Series :
  - Vainqueur du Daytona 500 en 2022 ;
  - Vainqueur de l'Enjoy Illinois 300 en 2024 ;
  - Vainqueur du Jack Link's 500 en 2025.

- NASCAR Xfinity Series :
  - Champion de la saison régulière en 2020 ;
  - Champion final en 2020.